# NGC 1311
NGC 1311 este o galaxie spirală situată în constelația Orologiul. A fost descoperită în 24 decembrie 1837 de către John Herschel. Se află la o distanță de 5,55 megaparseci de Pământ.